# En clave de amor
En clave de amor es el nombre del vigesimosegundo álbum de estudio del cantautor español José Luis Perales. Fue publicado el 15 de octubre de 1996 por la discográfica Sony Music bajo el sello CBS Records.

## Listado de canciones
| N.º   | Título                     | Duración |  |
| 1.    | «Cántame»                  | 4:22     |  |
| 2.    | «Amor de otoño»            | 4:07     |  |
| 3.    | «Me hablaba de ti»         | 3:23     |  |
| 4.    | «La música de salsa»       | 3:41     |  |
| 5.    | «Te echo de menos»         | 4:20     |  |
| 6.    | «Decidieron volar»         | 4:05     |  |
| 7.    | «Amor adolescente»         | 3:16     |  |
| 8.    | «Como ha pasado el tiempo» | 3:28     |  |
| 9.    | «Escuchando esa música»    | 3:15     |  |
| 10.   | «Supervivientes»           | 4:12     |  |
| 38:09 |                            |          |  |

## Créditos y personal

### Músicos
- Arreglos, programación, teclados y edición por computador: Walter Tesoriere
- Batería, programación rítmica y tambores Sonor: Giancarlo Ippolito
- Guitarras «Galli-Strigns», bajo y acústicas, corista en "Cántame": Gaetano Diodato
- Guitarras eléctricas: Luca Rustici
- Coros: Viki y Luisi Bodega; Andrea Bronston, Gae y Walter

### Personal de grabación y posproducción
- Todas las canciones compuestas por José Luis Perales
- Edición de las letras: Editorial TOM MUSIC S.L.
- Ingeniero de mezclas: Marti Roberts
- Ingeniero de estudio: Nacho Gala
- Ingeniero de grabación: Luca Rustici
- Estudio de grabación y mezclado:  España, Madrid: Estudios Balu-Balu
- Fotografía: ZAIBI
- Diseño gráfico y tratamiento de imagen: Carlos Martín
- Compañía discográfica: Sony Music International (bajo el sello Columbia Records), A&R Development, Nueva York, Estados Unidos

### Créditos y personal
- «DISCOGRAFÍA - EN CLAVE DE AMOR». joseluisperales.net. 2012. Archivado desde el original el 26 de abril de 2012. Consultado el 15 de enero de 2013.

- Datos: Q5831943